# Toni Storaro
Toni Storaro (Bulgaars: Тони Стораро) (Sjoemen, 2 augustus 1976) is een Bulgaarse zanger van Turkse afkomst. Hij is een van de voornaamste artiesten bij het Bulgaarse muzieklabel Diapason Records (Bulgaars: Диапазон Рекърдс). Toni Storaro heeft 11 albums in het Bulgaars en Turks uitgebracht.

## Levensloop

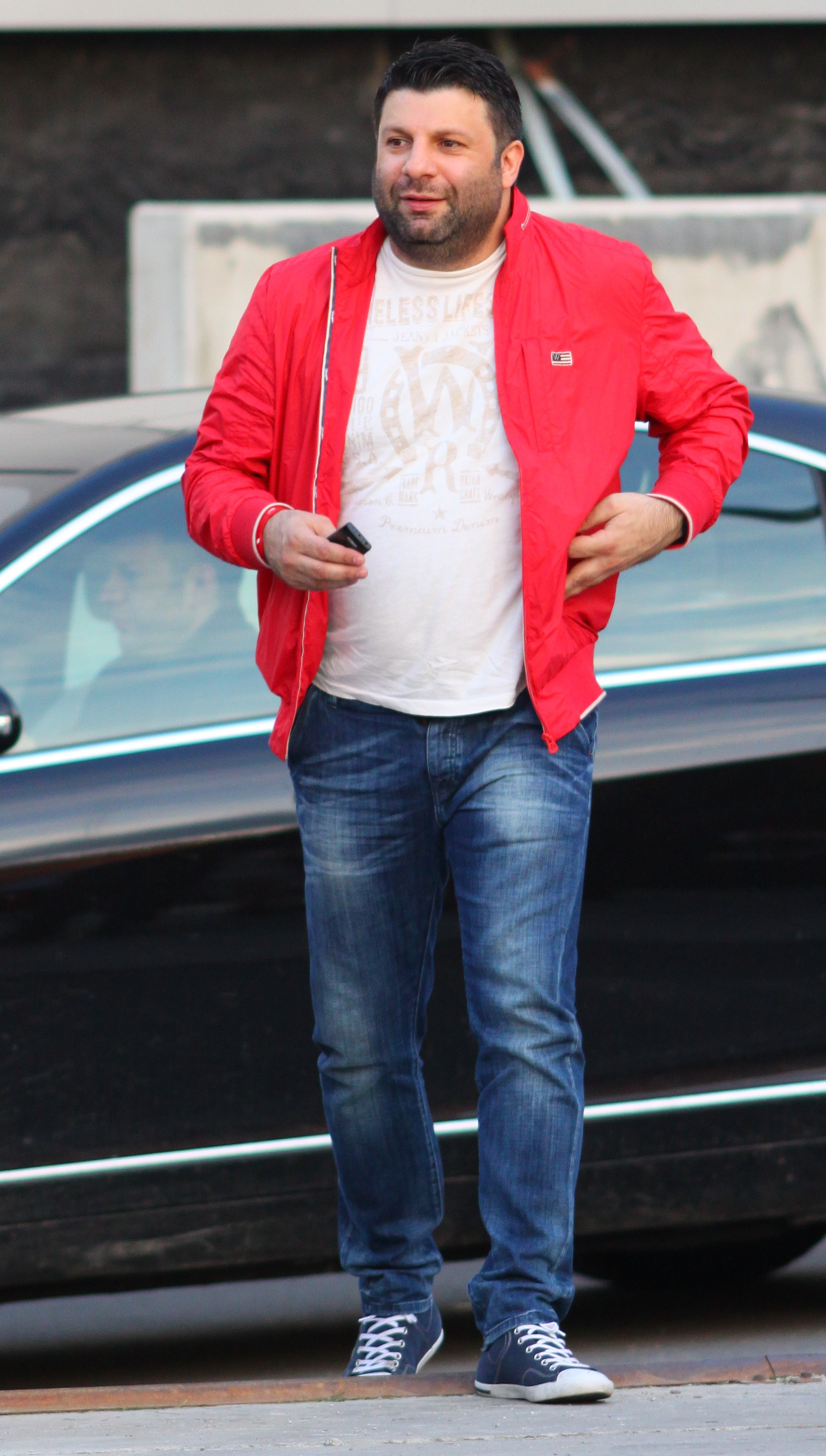
Toni Storaro in 2011

Toni Storaro werd op 2 augustus 1976
in de stad Sjoemen als Tunçer Fikret Ali geboren. Hij is geboren in een muzikale familie van Turkse afkomst en heeft een jongere broer Ali. Sinds kinds af aan speelt hij piano en accordeon, terwijl hij later begon te zingen. Op 14-jarige zong hij op verschillende locaties en evenementen, waaronder restaurants en bruiloften.

## Carrière
Hij staat bekend om zijn diepe, warme stem die hij in verschillende Balkantalen weet te combineren (Bulgaars, Turks, Grieks en Servisch). Zijn album "Voor een vrouw" (Bulgaars: За една жена) uit 2005, opgenomen in Duitsland, was een grote hit met meerdere singles. Hij heeft samengewerkt met veel artiesten, zoals Jordanka Christova, Cansever, Sofi Marinova, Tanja Boeva, Teodora en Azis. Hij geniet ook een enorme populariteit in het buitenland onder Bulgaarse en Balkan diaspora, met vele reizen in Griekenland, Turkije, Spanje, België, Nederland, Duitsland, Canada en de Verenigde Staten. Op 2 juni 2006 kreeg hij een hartelijk ontvangst in Turkije terwijl hij zong in het concert van de Turkse megaster Tarkan. Hij volgde dat met een groot concert in Griekenland waar zijn stem meestal wordt vergeleken met die van de Griekse ster Vasilis Karras, waardoor hij de bijnaam “Bulgaarse Karras" kreeg.

## Persoonlijk
Toni Storaro is op 19-jarige leeftijd in het huwelijksbootje getreden met Valja (Vildan) Ali. De eerste jaren van hun huwelijk woonde het koppel bij Storaro’s ouders, totdat ze in 1998 verhuisden  naar Sofia. Toni Storaro heeft twee zoons: Fikret (geb. 1995) en Emrah Storaro (geb. 2002).
Storaro behoort tot de moslimminderheid van Bulgarije. In mei 2020, tijdens Ied-al-Fitr, bad hij samen met tweeduizend andere Bulgaarse moslims in het Lokomotivstadion in Sofia.
In september 2020 testte Storaro positief op de infectieziekte COVID-19.

## Discografie

### Albums
- Минижуп (2000)
- Имам само теб (2001)
- Нема пари (2001)
- Live party (2002)
- Карай да върви (2003)
- Битмейн ашк (2004)
- За една жена (2005)
- Теб обичам (2006)
- Балканско сърце (2006)
- Тони Стораро (2009)
- Живея само за тебе (2014)

### Singles
- "Друг живот" (duet met Desi Slava) (2000)
- "Две съдби" (duet met Tanja Boeva) (2001)
- "Обичам те" (duet met Sofi Marinova) (2001)
- "Те знаят да обичат" (duet met Azis) (2004)
- "Прости ми" (2004)
- "Заклевам се" (duet met Desi Slava) (2005)
- "Така ме запомни" (2010)
- "Приятели" (duet met Zafeiris Melas) (2014)
- "Най-добрата фирма" (2016)
- "Повече не питай" (duet met Preslava) (2014)
- "Любов" (duet met Sofi Marinova) (2014)
- "Специален поздрав" (duet met Sali Okka) (2015)
- "Искам да ме чувстваш" (2015)
- "Не давам да си чужда" (duet met Alisia) (2015)
- "Браво" (2015)
- "Питбул" (duet met Emilia) (2015)
- "Истина" (2015)
- "От гордост да боли" (duet met Roksana) (2015)
- "Денят на любовта" (2016)
- "Луд" (2016)
- "Лято 2016" (2016)